# Wolfgang Janka
Wolfgang Janka (* 26. Januar 1937 in Außig, Tschechoslowakei) ist ein deutscher Chemiker und Politiker (CDU der DDR, CDU). 1990 gehörte er für wenige Wochen der letzten Volkskammer der DDR an.

## Leben und Beruf
Janka besuchte die Grundschule in Außig, Teterow und Schkopau. 1952 wechselte er auf die Erweiterte Oberschule in Merseburg, die er 1956 mit dem Abitur abschloss. Danach studierte er Chemie an der Martin-Luther-Universität in Halle, 1961 schloss er dieses Studium als Diplom-Chemiker ab und war danach bis 1990 als Chemiker bei den Buna-Werken tätig. Von 1968 bis 1971 absolvierte er ein Fernstudium an der TU Magdeburg, das er als Patentingenieur abschloss.
Janka lebt in Merseburg, ist verheiratet und Vater eines Kindes.

## Politik
Bei der Volkskammerwahl 1990 kandidierte Janka, der 1971 in die CDU eintrat, auf Listenplatz 20 der CDU-Liste im Wahlkreis Halle, blieb jedoch zunächst erfolglos. Nach dem Ausscheiden von Jutta Knop rückte er am 30. August 1990 ins Parlament nach und gehörte diesem bis zu deren Auflösung am 2. Oktober 1990 an.
Im Juli 1990 wurde Janka zum stellvertretenden Landrat des Landkreises Merseburg berufen. Nachdem dieser 1994 im Landkreis Merseburg-Querfurt aufging, übernahm er dort die Leitung des Hauptamtes. Im Januar 2001 trat er in den Ruhestand. Später gehörte er dem Merseburger Stadtrat an.